# Kalkuni, Malavalli
Kalkuni là một làng thuộc tehsil Malavalli, huyện Mandya, bang Karnataka, Ấn Độ.